# 商环
在環論中，商環（或稱剩餘類環）是環對一個理想的商結構。

## 定義
設{\displaystyle R}為一環，{\displaystyle I\subset R}為一雙邊理想。定義下述等價關係
{\displaystyle x\sim y\iff x-y\in I}
令{\displaystyle R/I}為其等價類的集合，其中的元素記作{\displaystyle a+I}，其中{\displaystyle a}是該元素在{\displaystyle R}上任一代表元。我們可以在{\displaystyle R/I}上定義環結構：
{\displaystyle (a+I)+(b+I)=(a+b)+I}
{\displaystyle (a+I)\cdot (b+I)=ab+I}
以上運算是明確定義的（在第二式中須用到{\displaystyle I}是雙邊理想）。集合{\displaystyle R/I}配合上述運算稱作{\displaystyle R}對{\displaystyle I}的商環。根據定義，商映射{\displaystyle R\rightarrow R/I,a\mapsto a+I}是滿的環同態，{\displaystyle I}為此同態的核。
如果{\displaystyle R}含單位元{\displaystyle 1}，則{\displaystyle 1+I}是{\displaystyle R/I}的單位元。
註：若條件弱化為{\displaystyle I}是左（或右）理想，上述兩式仍可賦予集合{\displaystyle R/I}左（或右）{\displaystyle R}-模結構。

## 例子
- 最平凡的例子是{\displaystyle I=(0),I=R}，此時分別得到{\displaystyle R/(0)=R,R/R=(0)}。
- 取{\displaystyle R=\mathbb {Z} ,I=n\mathbb {Z} }，商環{\displaystyle \mathbb {Z} /n\mathbb {Z} }可視為模運算的代數框架，其中的元素即模{\displaystyle n}的剩餘類。
- 商環是構造代數擴張的主要工具。例如取實係數多項式環{\displaystyle R=\mathbb {R} [X]}，{\displaystyle I=(X^{2}+1)\mathbb {R} [X]}，則商環{\displaystyle \mathbb {R} [X]/(X^{2}+1)}與複數域{\displaystyle \mathbb {C} }同構（考慮映射{\displaystyle f(X)+(X^{2}+1)\mapsto f(i)}）。一般而言，設{\displaystyle F}為一個域，{\displaystyle p(X)\in F[X]}為{\displaystyle F}上的不可約多項式，則商環{\displaystyle F[X]/p(X)}的意義在於抽象地在{\displaystyle F}上加進{\displaystyle p(X)}的一個根。

## 性質
商環由下述泛性質唯一決定（至多差一個同構）：
設{\displaystyle \pi :R\rightarrow R/I}為商同態；對任何環同態{\displaystyle \phi :R\rightarrow S}，若  {\displaystyle \mathrm {Ker} (\phi )\supset I}，則存在唯一的同態{\displaystyle \psi :R/I\rightarrow S}，使得{\displaystyle \psi \circ \pi =\phi }。
事實上，若更設{\displaystyle \mathrm {Ker} (\phi )=(0)}，則{\displaystyle \psi :R/I\rightarrow S}是單射。準此，{\displaystyle R}的同態像無非是{\displaystyle R}的商環。
理想的性質常與其商環相關，例如當{\displaystyle R}是交換含幺環時，{\displaystyle I}是素理想（或極大理想）若且唯若{\displaystyle R/I}是整環（或域）；{\displaystyle R}中包含{\displaystyle I}的理想一一對應於{\displaystyle R/I}中的所有理想，此對應由商映射的逆像給出。

## 文獻
- Serge Lang, Algebra（2002）, Springer-Verlag. ISBN 0-387-95385-X